# 韋列夏吉諾區
58°06′00″N 54°26′28″E / 58.1°N 54.441°E
韋列夏吉諾區（俄语：Верещагинский район），是俄羅斯的一個區，位於該國中西部，由彼爾姆邊疆區負責管轄，始建於1924年1月1日，面積1,621平方公里，2010年人口41,379，人口密度每平方公里25.53人。行政中心为韋列夏吉諾。